# Montana macedonica
Montana macedonica är en insektsart som först beskrevs av Lucien Berland och Lucien Chopard 1922.  Montana macedonica ingår i släktet Montana och familjen vårtbitare. Inga underarter finns listade i Catalogue of Life.